# Giorgio Zito
Giorgio Zito, seudónimo de Giorgio Bennato (Nápoles, 4 de octubre de 1949 - Nápoles, 16 de enero de 2024), fue un cantautor, guitarrista y productor discográfico italiano.

## Biografía
Nació en el barrio de Bagnoli, en Nápoles, de Carlo Bennato y Adele Zito. Con sus hermanos mayores Edoardo y Eugenio, de niño formó el "Trio Bennato", donde tocaba el banyo y la percusión. El trío actuó en varios locales de Nápoles y también en el programa de televisión Il nostro piccolo mondo; además fue contratado para realizar una serie de shows en un crucero a Sudamérica y luego en Venezuela, apareciendo también en el programa de televisión El Show de las Doce, transmitido por Canal 7. Los hermanos Bennato se juntarían artísticamente otra vez en 2017, cuando colaboraron con la canción Domani.
Giorgio se convirtió en técnico de sonido en los conciertos de su hermano Edoardo, grabando también algunas canciones (por ejemplo, Cantautore, incluida en el álbum de 1976 La torre di Babele). Tras dos 45 RPM publicados con el nombre de "B. Band", formó la banda de rock Diesel, junto con Fabio Ponti (guitarra eléctrica), Enzo Caponetto (segunda guitarra), Mauro D'Addato (bajo) y Sasà Riemma (batería). Giorgio, que cantaba y tocaba la guitarra acústica en la banda, decidió usar el apellido de su madre, Zito, para no aprovecharse de la fama de sus hermanos. Consiguió un contrato discográfico con Lupus y participó en el Festival de Sanremo de 1980 con la canción Ma vai, vai!. A continuación grabó dos 33 RPM y un 45 RPM para Polydor. En la misma época, participó con Diesel en el programa de televisión Napoli prima e dopo, donde tuvo la oportunidad de colaborar con James Senese y Tullio De Piscopo.
En 1980 fundó la compañía Cinquantacinque Music Editions junto con sus hermanos, mientras que en 1985 creó la discográfica Cheyenne Records. Se convirtió en administrador y director artístico de ambas compañías y desde mediados de los ochenta compuso y produjo principalmente para artistas debutantes lanzados por Cheyenne. En 1988 compuso Una città che vola junto con su hermano Eugenio, cantada por la mujer de este último, Pietra Montecorvino. Cantó en los dos álbumes de Enzo Canoro, Come noi (1991) y Light (1995), que también produjo.
Volvió a grabar con Demonilla, un grupo de rock de Nápoles, realizando los álbumes Evoluzione (2007) e In attesa di giudizio.

## Discografía

### Album in studio
- 1980 – Un posto all'inferno (Lupus, LULP 14902)
- 1981 – Avanti un altro (Lupus, LULP 14904)
- 2007 – Evoluzione (Cheyenne, CYR020; con Demonilla)
- 2015 – In attesa di giudizio (Cheyenne, CYR042; con Demonilla)

### Sencillos
- 1975 – G's Rock/Coming In My Mind (RCA Victor, TPBO 1156; como B. Band)
- 1977 – It Was Nice/Che te ne fai (RCA Italiana, PB 6026; como B. Band)
- 1980 – Ma vai, vai!/Regina della notte (Lupus, LUN 4905)
- 1981 – Com'è possibile/È inutile (Lupus, LUN 4922)
- 1983 – Chi la fa l'aspetti/Non so se tu ci stai (Polydor, 810580-7)
- 2017 – Domani (con Edoardo y Eugenio Bennato)

### Recopilaciones
- 2019 – Racconta (Cheyenne, CYR046)

### Participaciones
- 1987 – AA.VV. Sud (Cheyenne Records, CYLP 611), con la canción Ho bisogno di soldi
- 1991 – Enzo Canoro, Come noi (Cheyenne, VDICD 128), segunda voz en la canción L'universo ci guarda
- 1995 – Enzo Canoro, Light (Cheyenne, 8 34362 2), con las canciones Maggie y Stella del futuro
- 2022 – Marco Tavano, Fine (Cheyenne, CYR048), segunda voz en la canción E noi